# Kijanka

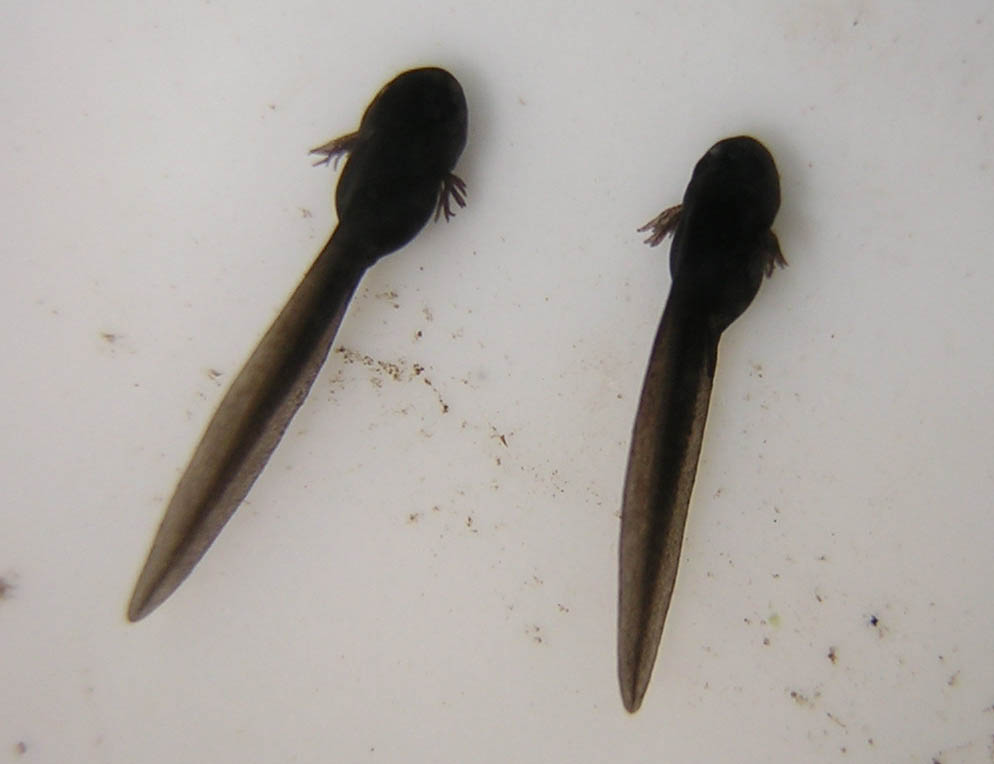
ok. 10-dniowe kijanki

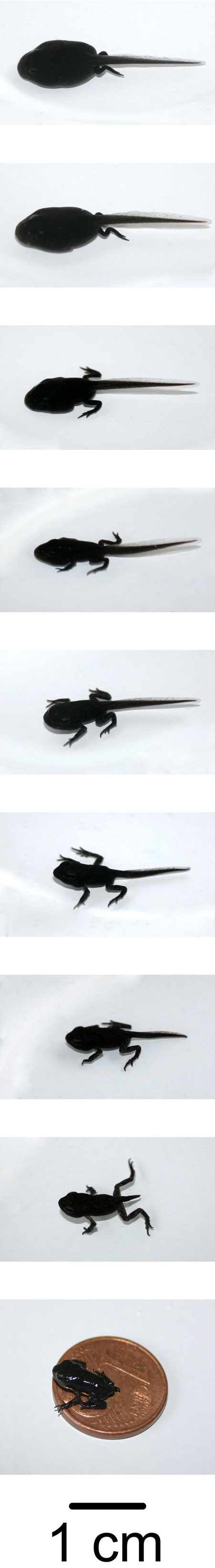
Rozwój kijanki ropuchy szarej

Kijanka – postać larwalna płazów. Po pewnym czasie przekształca się w dorosłego płaza, jednak przed całkowitym przeobrażeniem fizycznym, prezentuje wiele cech typowych dla ryb – prowadzi wodny tryb życia, porusza się, odżywia i wygląda podobnie do ryby, oddycha skrzelami, ma ogon pionowo otoczony płetwą, stanowiący główną siłę napędową. 
Po wylęgu są one zaopatrzone w specjalne narządy, które służą im do przymocowywania się do różnych przedmiotów, co ma je zabezpieczyć przed upadkiem na dno. U płazów ogoniastych jest to narząd balansyjny zwany narządem Rusconiego, a u płazów bezogonowych jest to podkowiasta przylga.
Rozwój larw płazów ogoniastych i bezogonowych przebiega odmiennie. Kijanki płazów ogoniastych przypominają wyglądem postać dorosłą, natomiast kijanki płazów bezogonowych zupełnie różnią się wyglądem i budową ciała od postaci dorosłej. Aparat gębowy kijanek płazów ogoniastych jest podobny, jak u postaci dorosłej, u kijanek płazów bezogonowych znacznie różni się budową. Kijanki płazów ogoniastych przez cały okres rozwoju oddychają skrzelami zewnętrznymi, kijanki płazów bezogonowych tylko w początkowych stadiach rozwoju oddychają skrzelami zewnętrznymi, później skrzelami wewnętrznymi i spiraculum. U kijanek płazów ogoniastych widoczne są 2 pary kończyn, przy czym najpierw rozwijają się kończyny przednie, u płazów bezogonowych obie pary kończyn rozwijają się równocześnie, ale widoczne są tylko kończyny tylne, gdyż przednie ukryte są w komorze skrzelowej. U kijanek płazów ogoniastych występują narządy linii bocznej i fałdy płetwy ogonowej, u kijanek płazów bezogonowych brak tych narządów. Ogon kijanek płazów bezogoniastych zanika podczas metamorfozy.
Podczas metamorfozy zanikają:	
1. Skrzela
2. Szpary skrzelowe
3. Ogon

Uwidaczniają się kończyny.
Metamorfoza nie musi być zawsze pełna. Może występować częściowo, oznacza to że płazy mogą przez całe życie żyć w wodzie. Czyli nastąpił pedomorfizm – osobnik zachowuje wiele cech początkowych.
U płazów ogoniastych pozostaje przez całe życie. Kijanka płazów ogoniastych rośnie przez cały czas, aż do przeobrażenia, natomiast kijanka płazów bezogonowych przestaje rosnąć na długo przed przeobrażeniem w postać dorosłą. Ogólnie można powiedzieć, że kijanki płazów bezogonowych znacznie bardziej różnią się budową od postaci dorosłej i przeobrażenie (metamorfoza) jest u nich znacznie głębsze.